# Dennis Herrold
Dennis Herrold (* 12. Dezember 1927 in Albemarle, Virginia; † 7. Februar 2002 in Truth or Consequences, New Mexico) war ein US-amerikanischer Rockabilly-Musiker. Lange Zeit war nicht viel über Herrold bekannt. 2009 konnte der Autor Dik de Heer einen Teil seines Lebens aufdecken, trotzdem sind Informationen über Herrold nur schwer zu bekommen.

## Leben

### Kindheit und Jugend
Über Herrolds’ Karriere ist nicht viel bekannt. Erkenntnisse über seine Karriere stammen zum größten Teil aus einem Interview von Bill Millar mit Dub Dickerson sowie aus Informationen der US-Behörden. Dennis Herrold wurde 1927 in Virginia geboren, wo er auch seine Kindheit verbrachte. Bevor Herrold 1946 in die US Army eintrat, arbeitete er unter anderem als Metallarbeiter.

### Karriere
Zum Zeitpunkt seiner Musikerkarriere, also 1957 und 1958, lebte Herrold mit seiner Frau Erma Lee in Dallas, Texas. Am 17. Oktober 1957 hielt Herrold seine einzige Session für Imperial Records ab. Den Kontakt mit Imperial hatte er durch Dub Dickerson bekommen. Herrold spielte insgesamt vier Titel ein, von denen jedoch nur Hip Hip Baby und Make With the Lovin’ im Januar 1958 veröffentlicht wurden. Dub Dickerson sagte 1997 dazu: „I knew Dennis did a little picking but I didn't know he did any singing […]. I wasn't aware of him doing my stuff!“ Alle Songs waren von Dub Dickerson geschrieben worden, der ein Freund Herrolds war und auch zusammen mit Herrolds Frau den Song Stood Up schrieb, der in der Version von Ricky Nelson Platz zwei der Charts erreichte. Herrold selbst spielte selbst eine Demo-Aufnahme des Songs ein.
Herrolds Platte verkaufte sich jedoch weitestgehend schlecht und er verschwand danach aus dem Plattengeschäft. Ende der 1950er-Jahre ließen sich Herrold und seine Frau scheiden. Die 1960er- und 1970er-Jahre spielte Herrold in kleinen Bars in El Paso, Texas, und versuchte, die Rechte an Stood Up zu bekommen, was letztendlich aber scheiterte. Trotzdem erhielt er für gewisse Zeit die Tantieme, da seine Ex-Frau Erma Lee mit ihrem neuen Mann nicht auffindbar war.
Nachdem Herrold lange Zeit in El Paso gelebt hatte, starb er 2002 in New Mexico. Herrolds Songs wurden 1974 erstmals von Collector Records auf der LP I Love Rock and Roll neu veröffentlicht. Herrolds original nie veröffentlichter Song You Arouse My Curiosity wurde erstmals 1997 von Bear Family Records auf der zwölften Ausgabe von That’ll Flat Git It! herausgebracht.

## Diskografie
| 1958                    | Hip Hip Baby / Make With the Lovin'                                       | Imperial Records |
| Unveröffentlichte Titel |                                                                           |                  |
| 1957                    | - Hip Hip Baby (alt. Version) - Don't Push Away - You Arouse My Curiosity | Imperial Records |